# خارپشت‌ماهیان
خارپُشت‌ماهیان (Diodontidae) نام یکی از خانواده‌ها از ماهیان است.
ماهیان این خانواده از راستهٔ چهاردندان‌شکلان (Tetraodontiformes) هستند.

## مشخصات
-ماهیانی با اندازه کوچک تا متوسط هستند که طول آن‌ها تا یک متر می‌رسد.
بدن آن‌ها پهن است و می‌تواند به میزان زیاد اتساع یابد و توسط خارهایی پوشیده شده‌است که ممکن است کاملاً طویل باشند.
-این خارها قاعده بزرگ یا ریشه‌هایی در زیر پوست دارند، معمولاً خارهای طویل قابل برخاستن هستند و دو ریشه دارند، در حالی که خارهای کوتاه توسط قاعده‌های سه‌ریشه‌ای خود در حالت ایستاده تثبیت شده‌اند.
-سر این ماهیان وسیع و کند است، منفذ آبششی به صورت یک شکاف عمودی نسبتاً کوچک دیده می‌شود که درست قبل از قاعده باله‌های سینه‌ای قرار گرفته‌است.
-معمولاً اندام بینی در داخل شاخک‌های کوچکی در جلوی چشمان بزرگ واقع شده‌است.
-دهان بزرگ، پهن و انتهایی است.
-دندان‌ها به خم جوش خورده‌اند تا یک ساختار نوک مانند خردکننده را تشکیل دهند.
-آن‌ها فاقد شکاف میانی برای تقسیم آرواره‌های بالا و پایین به دو نیمه چپ و راست هستند.
-باله پشتی و مخرجی خار ندارند و کاملاً در عقب بدن قرار گرفته‌اند و معمولاً همانند باله دمی گرد هستند.
-بیشتر شعاع‌های باله‌ها حالت شاخه شاخه دارند.غالباً قاعده باله‌ها ضخیم و گوشتی است، هیچ باله لگنی مشاهده نمی‌شود.
-خط جانبی واضح نیست، هیچ فلس متعارفی دیده نمی‌شود.

## رنگ
-رنگ زمینه قهوه‌ای روشن تا قهوه‌ای است، اما رنگ خاکستری نیز چندان متداول نیست.
-معمولاً بر روی رنگ زمینه نقاط، خطوط میله‌ای یا خال‌های قهوه‌ای تیره تا سیاه مشاهده می‌شود.
-نقاط سبز پر رنگ یا متمایل به زرد نیز ممکن است وجود داشته باشد.
-خارهای آسیب ندیده توسط پوشیده می‌شوند که بدین ترتیب الگوی رنگی را تداوم می‌بخشند.
-شکم این ماهیان سفید است و غالباً توسط نقاط زرد پررنگ پوشیده می‌شود.
-پشت یکی از گونه‌های پلاژیک (لجه‌زی) آبی تیره‌است و ماهیان جوان این گونه نیز که از یک مرحله پلاژیک عبور می‌کنند، ممکن است به رنگ آبی تیره باشند.
-بیشتر گونه‌ها کفزی هستند و در اطراف صخره‌ها یا آب سنگ‌های مرجانی به سر می‌برند، اما بعضی از گونه‌ها در آب‌های عمیق تر (۱۰۰متر)بر روی بسترهای شنی یا گلی به‌طور متداول دیده می‌شوند و یک گونه به همراه ماهیان جوان گونه‌های دیگر پلاژیک هستند.
-آن‌ها به تغذیه از بی مهرگان کف زی با پوسته‌های سخت می‌پردازند و طعمهٔ خود را توسط آرواره‌های قوی خرد می‌کنند.
-خارپشت‌ماهیان در هنگام آشفتگی بدن خود را متسع می‌کنند و ظاهر خود را به صورت یک شکارچی بالقوه با بدنی بزرگ، توپ مانند و خار دار به نمایش میگذارند.
-بیشتر گونه‌ها یا همهٔ آن‌ها تخم‌های پلاژیک ایجاد می‌کنند و یک مرحله جوانی پلاژیک را نیز پشت سر میگذارند.
-هیچ اطلاعاتی در مورد زندگی دسته جمعی در بین آن‌ها وجود ندارد.
-به‌طور متعارف مصرف نمی‌شوند، اما شاید به صورت آرد ماهی مورد استفاده قرار گیرند.آن‌ها در تورهای ترال کف به دام می‌افتند. گاهی اوقات نیز به صورت باد کرده و خشک به عنوان یک موجود نادر به فروش می‌رسند.
-تصور می‌شود که سمی‌باشند، اما بعضی از گونه‌ها ی اقیانوس آرام بدون هیچ گونه اثرات سمی مصرف می‌شوند.

## گونه‌های موجود در ایران
-خارپشت ماهی لب‌منقاری: Cyclichthys orbicularis
از خانواده خار پشت ماهیان، پراکنش در سراسر خلیج فارس و دریای عمان، بیشینه درازا ۱۵ سانتی متر